# 香港小學教育
香港兒童約於6歲就讀小學一年級，開始接受六年制的小學教育，同時也是接受九年義務教育的開始，亦是香港“十五年免費教育”的第二階段。
家長有責任為適齡兒童的教育作出配合。根據《教育條例》，如家長拒絕子女入學又缺乏合理辯解，香港教育局可發出「入學令」及對有關家長作出檢控。

## 小學分類
根據香港教育局《學生人數統計報告》，香港的小學主要分為三大類（細分為五類）：公營小學（包括官立小學及資助小學）、直接資助小學（直資小學）、以及私立小學（包括國際學校及其他私立小學）。
根據2022年9月香港教育局之統計數據，香港共有公營小學456所（學生人數266,650人，佔總數80%），直接資助小學21所（學生人數15,544人，佔總數5%），私立小學116所（學生人數51,357人，佔總數15%）。
坊間亦有以小學收費模式，將其分爲四類（即官立小學、資助小學、直資小學及私立小學），其中官立小學和政府資助小學均提供免費小學教育，而直資和私立小學則收取學費。

## 學制
過往，由於教育資源和社會配套條件所限，小學大多是半日制，分為上午校、下午校。
自1993年開始，香港的小學逐步過渡至全日制。
至2019年，大部分香港小學均已實施全日制。

## 申請小一入學
通過「小一入學統籌辦法」，所有合資格兒童均可獲分配官立或資助小學的小一學位。該辦法分為「自行分配學位」及「統一派位」兩個階段。香港官立、資助小學分配於36個小一學校網中，以作統一派位。
在「自行分配學位」階段，學位分為甲乙兩類，甲類為因申請人兄姊在該小學就讀或父母在該小學就職而「必收」學位。乙類學位則按「計分辦法準則」分配。
在「統一派位」階段，申請人申請住址所屬的「小一學校網」小學，以隨機方法分配學位。

## 授課語言
大多數小學都使用中文（粵語）授課，並以英文為第二語文，中國語文科亦可以使用普通話授課（普教中）。

## 外部連結
- . 教育局.   [2017-12-31]. （原始内容存档于2021-04-30）. （页面存档备份，存于）